# ジャーボンテイ・デービス
ジャーボンテイ・デービス（英: Gervonta Davis、英語発音: [dʒərˈvɒnteɪ déɪvɪs]、1994年11月7日 - ）は、アメリカ合衆国のプロボクサー。メリーランド州ボルチモア出身。現WBA世界ライト級王者。元WBAスーパー・IBF世界スーパーフェザー級王者。元WBA世界スーパーライト級王者。世界3階級制覇王者。
自身のプロモーションであるGTDプロモーションズを主宰している。

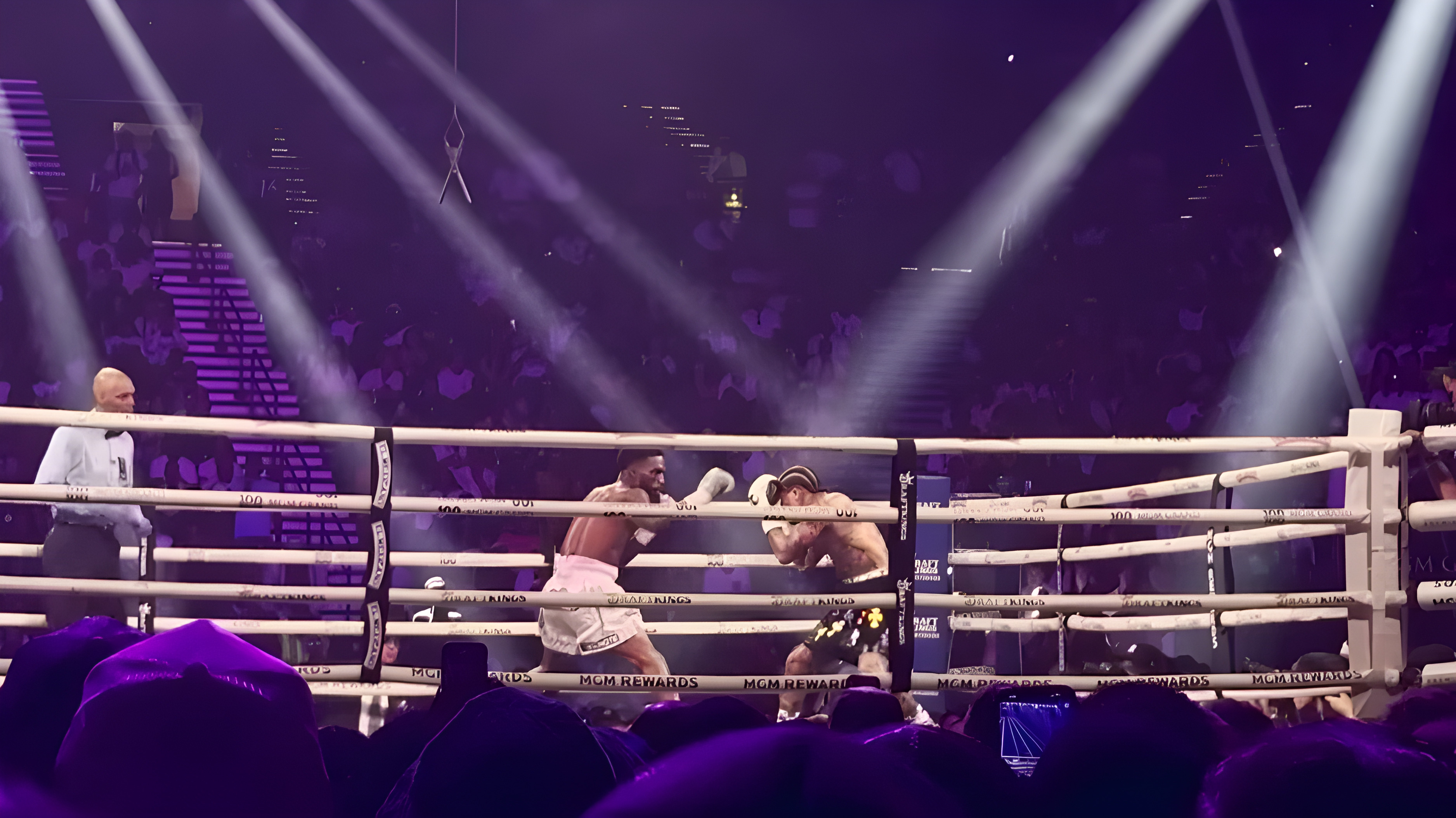
フランク・マーティン（左）と対戦するデービス（右）

## 来歴
ボルチモア市内の中でも犯罪が多発しているサンドタウン＝ウィンチェスターのコミュニティで生まれ育つ。地元のマグネット・スクールであるデジタルハーバー高校に入学するも中退し、後にGeneral Educational Development制度を使って中等教育卒業の資格を取っている。

### アマチュア時代
2012年2月、全米選手権にバンタム級(56kg)で出場し、2回戦でジョエ・ゴンサレスに敗退した。
2012年5月、ナショナル・ゴールデン・グローブにバンタム級(56kg)で出場し、優勝した。
アマチュアで221勝5敗の戦績を残しプロに転向した。

### プロ時代

#### スーパーフェザー級
2013年2月22日、ワシントンD.C.のDCアーモリーにてラモン・ピーターソン対ケンドール・ホルトの前座でフェザー級4回戦を行い、初回1分29秒KO勝ちを収めプロデビュー戦を白星で飾った。
2015年10月30日、フロリダ州オーランドのザ・ベビュー・アット・UCFで元IBF世界フェザー級王者クリストバル・クルスとライト級8回戦を行い、3回1分21秒TKO勝ちを収めた。
2017年1月14日、ニューヨーク市ブルックリン区のバークレイズ・センターにてジェームス・デゲール対バドゥ・ジャックの前座でIBF世界スーパーフェザー級王者ホセ・ペドラザに挑戦し、7回2分36秒TKO勝ちを収め王座獲得に成功した。この試合でデービスは7万5千ドル(約850万円)、ペドラザは22万5千ドル(約約2600万円)のファイトマネーを稼いだ。
2017年5月20日、ロンドンのカッパー・ボックスでIBF世界スーパーフェザー級1位のリアム・ウォルシュと対戦し、3回2分11秒TKO勝ちを収め王座の初防衛に成功した。
2017年8月26日、ラスベガスのT-モバイル・アリーナにてフロイド・メイウェザー・ジュニア対コナー・マクレガーの前座でIBF世界スーパーフェザー級7位のフランシスコ・フォンセカと対戦し、8回39秒TKO勝ちを収めた。なお、デービスは前日計量で規定体重の130ポンドを2ポンド体重超過し、再計量にも応じなかったため王座を剥奪され、デービスが勝利したため王座は空位となった。当初は13位で元WBO世界スーパーフェザー級王者ローマン・マルチネスと防衛戦を行う予定であったが、8月10日に減量失敗によるコンディション不良で欠場となった。
2018年4月21日、ニューヨークのバークレイズ・センターにてエイドリアン・ブローナー対ジェシー・バルガスの前座で元WBA世界フェザー級王者ヘスス・クエジャルとWBA世界スーパーフェザー級スーパー王座決定戦を行い、3回2分45秒TKO勝ちを収め王座獲得に成功した。
2019年2月9日、カーソンのディグニティ・ヘルス・スポーツ・パークで当初対戦する予定だったアブネル・マレスが負傷欠場した為、マレスの代替選手として、約20日前に1階級下のフェザー級で試合をしたばかりのウーゴ・ルイスと対戦し、初回2分59秒TKO勝ちを収め王座の初防衛に成功した。この試合でデービスは100万ドル（約1億円）、ルイスは10万ドル（約1千万円）のファイトマネーを稼いだ。
2019年7月27日、ボルチモアのロイヤル・ファーム・アリーナでWBA世界スーパーフェザー級2位のリカルド・ヌニェスと対戦し、2回1分33秒TKO勝ちを収め2度目の王座防衛に成功した。
2019年9月1日、ライト級に転向する為、WBA世界スーパーフェザー級スーパー王座を返上した。

#### ライト級
2019年12月28日、前日計量でライト級の規定体重である135ポンドを1.25ポンド超過の136.25ポンドを計測し失格かと思われたが、1時間半後の再計量で134.8ポンドを計測し失格を免れ、アトランタのステートファーム・アリーナで元世界3階級制覇王者のユリオルキス・ガンボアとWBA世界ライト級レギュラー王座決定戦を行い、12回1分17秒KO勝ちを収め2階級制覇を達成した。この試合はShowtimeが放送して平均視聴者数57万7千人が視聴した。

#### 異例の2階級同時タイトルマッチ
2020年10月31日、テキサス州のアラモドームにて新型コロナ禍の影響で集客が規制されている中で9,024人の観客を動員して、スーパーフェザー級契約の試合であったが、ライト級とスーパーフェザー級の階級の違う2つの世界王座が同時に懸けられた極めて異例の試合で、WBA世界スーパーフェザー級スーパー王者のレオ・サンタ・クルスと対戦し、強烈な左アッパーで6回2分40秒KO勝ちを収め、スーパーフェザー級王座返り咲きと同時にライト級王座の初防衛に成功した。この試合は「ザ・リング」の2020年の年間最優秀KO賞に選出された。

#### スーパーライト級
2021年6月26日、ジョージア州アトランタのステートファーム・アリーナにて、WBA世界スーパーライト級レギュラー王者マリオ・バリオスと対戦し、11回2分13秒TKO勝ちを収め王座獲得に成功し、3階級制覇を達成すると同時に、保持していたWBA世界スーパーフェザー級スーパー王座、WBA世界ライト級レギュラー王座と合わせて3階級王座同時保持となった。
2021年8月20日、WBAが、王座の同時保持は認めず別の階級の王座を獲得した場合には王座獲得日から5日以内にどちらの王座を保持するかを自身の署名入りの文書によりWBAに提示しなければならないというWBAルールを適用し、デービスに保持している3つの王座の内どの王座を保持するのか決めるよう指令した。
2021年8月28日、WBA世界スーパーフェザー級スーパー王座を返上した。また、WBAは年内に行われるであろうデービスの次戦が終了次第、試合終了後48時間以内に、デービスは保持する2つの王座、WBA世界ライト級レギュラー王座、WBA世界スーパーライト級レギュラー王座の内どちらか1つを返上しなければならないと指令した。

#### ライト級復帰
2021年11月1日、ロランド・ロメロと12月5日に対戦することが決定していたが、ロメロに対して女性から性的暴行被害の告発があったことでロメロが試合を欠場することが発表された。
2021年12月5日、ロサンゼルスのステイプルズ・センターでWBA世界ライト級9位のイサック・クルスと対戦。クルスのプレッシャーに苦戦を強いられたが、下がりながら着実にポイントを重ね、12回3-0（115-113×2、116-112）の判定勝ちを収め2度目の王座防衛に成功した。この試合でデービスは100万ドル（約1億1400万円）、クルスは30万ドル（約3400万円）のファイトマネーを稼いだ。試合後、デービスは6回の時点で左手を痛めていたことを明かした。
2021年12月7日、WBA世界スーパーライト級レギュラー王座を返上した。
2022年5月28日、ニューヨーク市ブルックリン区のバークレイズ・センターにて同門かつ元WBA世界ライト級暫定王者でWBA世界ライト級1位のロランド・ロメロと対戦し、カウンターの左フックで6回2分39秒TKO勝ちを収め3度目の王座防衛に成功した。
2022年12月6日、デービスはこれまでSNSなどで度々メイウェザー・プロモーションズからの離脱をほのめかしていたが、改めてメイウェザー・プロモーションズと契約が満了して離脱したことを明らかにした。
2023年1月7日、ワシントンD.C.のキャピタル・ワン・アリーナにて1階級下のWBA世界スーパーフェザー級王者エクトール・ルイス・ガルシアと対戦し、8回終了後にガルシア陣営が試合を棄権しTKO勝ちを収め4度目の王座防衛に成功した。なお、8回途中にリングサイドで客同士の乱闘が勃発し、試合が中断するハプニングが起こった。
2023年4月22日、ラスベガスのT-モバイル・アリーナにて元WBC世界ライト級暫定王者ライアン・ガルシアと136ポンドのキャッチウェイト契約のノンタイトル12回戦で対戦。デービスの要望により、試合当日朝の時点の体重が契約体重の136ポンドから10ポンド以内の増量制限（水分補給制限）の契約が交わされていたが、両者ともにクリアして試合が行われ、2回にカウンターの左フックでダウンを奪うと、7回1分44秒に左ボディブローでKO勝ちを収めた。同大会には20,842人の観衆が集まり、ラスベガスで開催されたボクシングの大会の中で歴代5位の記録となる約2280万ドルの入場収益を記録し、120万件以上のペイ・パー・ビュー売上件数を記録するなど大成功を収めた興行となった。なお、デービスがガルシアからダウンを奪った2回を、ジャッジ3者の内1人が10-10、残り2人が10-9（通常、ダウンを奪ったラウンドは10-8と採点される）と採点したことが物議を醸した。
2023年4月27日、世界3階級制覇王者（そのうち2階級がレギュラー王者）だったのにもかかわらず、格下や階級下の選手との対戦が多く対戦相手の質が疑問視され、これまでパウンド・フォー・パウンドにランクインしてこなかったが、ライアン・ガルシアに勝利したことで初めてリングマガジンのパウンド・フォー・パウンドにランクイン（10位）した。

#### 刑務所に収監
2023年6月2日、後述の2020年に起こしたひき逃げ事件で90日間の自宅軟禁の判決を下され、トレーナーのカルヴィン・フォードの自宅で自宅軟禁の刑に服することになっていたが、デービスはそれを無視して許可なく高級ホテルや購入した新居に移ったことで、残りの刑期を刑務所で服役するよう命じられた。
2023年11月29日、WBA世界ライト級スーパー王者のデヴィン・ヘイニーが王座を返上したため、デービスはレギュラー王者から正規王者に認定された。
2024年6月15日、1年2カ月ぶりの復帰戦となったラスベガスのMGMグランド・ガーデン・アリーナにて同会場の通算100回目のボクシング興行として13,249人の観客を動員して、WBA世界ライト級ランキング2位のフランク・マーティンと対戦し、左アッパーを効かせ追撃の左ストレートで8回1分29秒KO勝ちを収め5度目の王座防衛に成功した。
2024年11月にIBF世界ライト級王者ワシル・ロマチェンコとの王座統一戦が交渉されていたが、ロマチェンコが年内に試合をするつもりはなく、家族との時間を優先することを望んだため交渉が決裂した。
2025年3月1日、ニューヨーク市ブルックリン区のバークレイズ・センターで1階級下のWBA世界スーパーフェザー級王者ラモン・ローチ・ジュニアと対戦し、12回1-0（115-113、114-114×2）の判定で引き分け、全勝記録は30勝で止まるも6度目の王座防衛に成功した。なお、9回途中にデービスが突然キャンバスに膝をついてリングサイドに向かい、試合中にも関わらずセコンドがタオルでデービスの顔を拭く珍事が起こったが、これがノックダウンとしてカウントされなかったことが物議を醸した。試合後にデービスはこの出来事について「2日前にヘアスタイリストが俺の髪型を整える時に使用したグリース（整髪料）が汗で流れ、目に付着して焼けるような痛みを感じたからだ」と主張したが、デービスのスタイリングを担当した女性ヘアスタイリストは「彼の髪を整えたのは水曜日。試合の日は土曜日よ！彼はその後に記者会見、トレーニング、計量も行っていたし、それは言い訳にならないわ。一体私がどれだけのグリースを使ったと言うの？」と反論している。ローチは「もしあれがノックダウンとしてカウントされていたら、俺は判定で勝っていただろう」と主張し、ローチ陣営はニューヨーク州アスレチック・コミッション（NYSAC）に、改めてノックダウンとしてカウントし試合の判定を覆すよう抗議文を提出したが、NYSACはレフェリーのスティーブ・ウィリスがミスを犯したとを認めつつ、「レフェリーがノックダウンでないと判断した後も試合は3ラウンド以上続き、両選手はその裁定に合わせて（戦略を）調整して戦い続けたため、レフェリーの裁定は直接的に勝敗を決定づけるものではなかった」としてローチ陣営の抗議を棄却した。
ローチに勝てば夏頃にジェイク・ポールとエキシビションで対戦する交渉が進められていたが、ローチとの試合が物議を醸す引き分けとなったことでポールとの対戦は白紙となり、デービスは代わりにローチ戦の再戦条項を行使した。

## 人物・エピソード
- ニックネームの「Tank」（戦車）は、幼少期にデービスの頭が小柄な体格に比べて大きかったため、当時のコーチから「Tank Head」と呼ばれていたものに由来している[映像 1]。なお、キャリア初期は「Rambo」（ランボー）のニックネームで呼ばれていた[62]。
- 現在もデービスのコーチを務めているカルヴィン・フォードとは、デービスがボクシングジムに入会した7歳の時から親交があり、デービスは「カルヴィンは俺にとって単なるコーチではなく、父親のような存在だ。彼は幼少期にいつも俺のそばにいてくれた（当時、デービスの父親は刑務所に収監され、母親は薬物依存症のため親権を失っていた）。俺はカルヴィンの家で彼の家族と共に育ったんだ」と語っている[63]。
- 2023年12月、イスラム教に改宗しムスリムとなり、「アブドゥル・ワヒド」（Abdul Wahid）のイスラム名が与えられた[64][65]。
- 未婚だが、2人の女性との間に2人の娘がいる[66]。
- 試合の入場でラッパーと入場することが多く、これまでチーフ・キーフ、リル・ダーク、リル・ウージー・ヴァート、リル・ベイビー、シャイ・グリジー（英語版）等の著名なラッパーと共に入場している[67][68][69][70]。
- 試合の際にはクロムハーツ、HUMAN MADE、デニム・ティアーズ等のブランドのデザインを施したトランクスを着用している[71][72][73][74]。
- ライアン・ガルシアやエイドリアン・ブローナーがメンタルヘルスの問題で長期休養を取ったり試合を欠場したことについて、デービスはTwitterで「ボクサー達は欠場の言い訳にメンタルヘルスを持ち出すのを止めるべき。お前達はただの女々しい奴らだ」とツイートした[75]。
- 2018年8月、デービスがTwitterでUFC世界バンタム級王者TJ・ディラショーに、「UFC 227でコーディ・ガーブラントに勝った男と総合格闘技ルールで戦いたい」「試合を実現させよう、腰抜け」と総合格闘技ルールでの対戦をアピールすると、ディラショーは「お父さんのメイウェザーに1試合契約の許可が下りるか確認しておいてくれ」「お昼寝の時間だ」とツイートし、ディラショーがデービスにハイキックをヒットさせている合成写真を投稿するなど応戦した[76]。
- 2019年2月、当時デービスのプロモーターだったフロイド・メイウェザー・ジュニアがインタビューで、日本の総合格闘技団体『RIZIN』でデービスを那須川天心とエキシビジョン・ボクシングで対戦させたいと語っていたが、最終的には実現せずに終わっている[77]。
- メイウェザー・プロモーションズに所属していた時代からSNSで度々メイウェザーを批判するなどしていたが、メイウェザー・プロモーションズを離脱後はお互いに公然と批判し合うなど関係がさらに悪化した。2024年6月13日、メイウェザー・プロモーションズの最高経営責任者レオナルド・エレーベが退任し、後任として元ゴールデンボーイ・プロモーションズCEOのリチャード・シェーファーが新たに最高経営責任者に就任することが発表された際には、デービスがSNSで「もしお前がこの詐欺師（メイウェザー）と契約したら、こいつはお前のキャリアを台無しにするだろう。こいつは全く有能なビジネスマンじゃない」「フロイドは苛立っているクソ野郎だ」と投稿し、メイウェザーは2024年6月15日のデービス対フランク・マーティン戦前に自身のSNSでこの試合が中止になったと嘘の情報を流したうえに、代わりに同日に開催されるUFCの試合を宣伝した[78][79]。
- 史上最高のボクサーとしてモハメド・アリ、マイク・タイソン、フロイド・メイウェザー・ジュニアの3人を挙げている[80]。また、2024年5月のインタビューで、現代のパウンド・フォー・パウンド最高のボクサー5人として、自身を1位としつつ、2位にサウル・アルバレス、3位にデビッド・ベナビデス、4位に井上尚弥、5位にテレンス・クロフォードを挙げている[81]。
- ライアン・ガルシアとの試合で、デービスが要求して10ポンド以内の体重増量制限（水分補給制限）があったことが物議を醸したが、マリオ・バリオスが自身との試合でも水分補給制限があったことを暴露している[82]。
- 2021年8月21日、フォートローダーデール・エグゼクティブ空港（英語版）にて、自身のプライベートジェットが離陸直後に前輪の故障を起こし、そのまま同空港に墜落する事故に巻き込まれたが、デービスと他の13人の同乗者に怪我はなかった[83]。
- 2023年12月、自身が生まれ育ったサンドタウン＝ウィンチェスターの建物を9棟購入し、これらを改修しコミュニティの低中所得者向けの価格の住宅として提供することを発表した[84]。
- サウジアラビアで数々のボクシングのビッグマッチを実現させているサウジアラビア娯楽庁のトゥルキ・アラルシク長官がインタビューで、2024年中にサウジアラビアでデービスが試合をしてくれることを望んでいると発言したことを受けて、デービスはSNSで「彼らは俺を怒らせた。俺が欲しいなら、フェラーリ2台とか贈り物を玄関まで送れ！」と要求するが、アラルシク長官はインタビューで「彼がサウジアラビアで試合をしたいとしてもグローブを2つ送るだけ、それだけだ」とデービスの要求を一蹴した[85]。

## 犯罪・トラブル

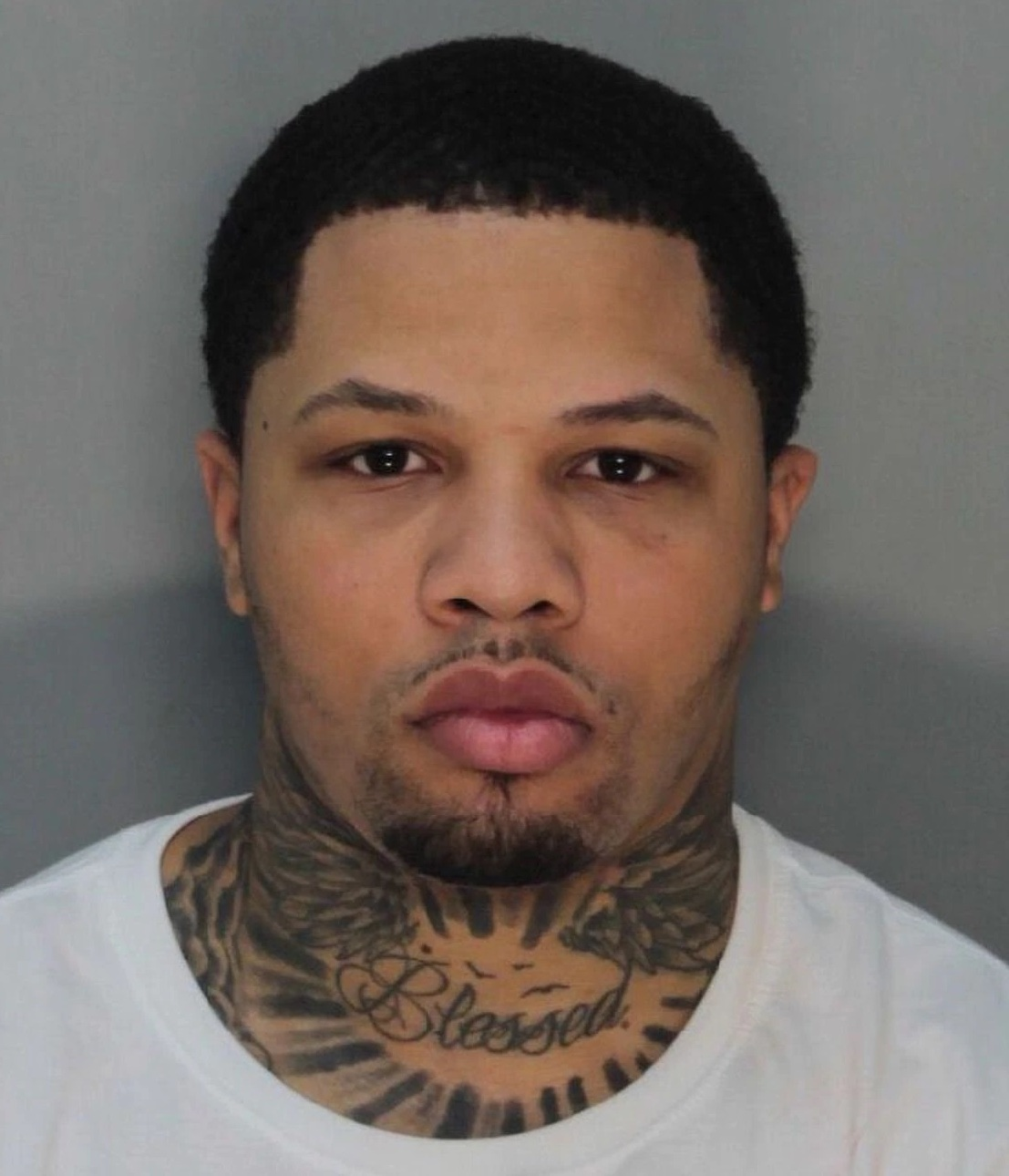
マグショット（2020年2月撮影）

2017年8月3日、デービスに頭を殴られたとして幼なじみの男性がデービスをボルチモアの裁判所に提訴した。男性の主張によると、8月1日にデービスがトレーニングをするボクシングジムで起きた喧嘩を見ていたところ、ボクシンググローブを付けたデービスに不意に頭を強く殴られ、意識を失って病院に搬送されたというもので、その一部始終はジムの防犯カメラに残されているという。デービスは身柄を拘束されるも保釈金を支払って釈放されたが、第一級及び第二級暴行罪の容疑がかけられた。
2017年11月29日、被害者の男性が提訴を取り下げたことで、デービスの暴行事件容疑は無罪となった。
2018年9月14日、ワシントンD.C.の酒場の外で午前2時30分頃に殴り合いの喧嘩をして現場から逃げ去るも治安紊乱行為の容疑で逮捕された。
2019年2月17日にバージニア州のショッピングモールのATMコーナーで男性と口論になり、駆けつけた警察官に対して反抗的な態度で小競り合いをしたとして、2月27日になって軽暴行罪容疑で逮捕状が出された。有罪判決を受けた場合、最高1年間の懲役および2,500ドルの罰金が科せられる可能性がある。
2020年1月24日、フィラデルフィアの宝石商がデービスが代金の支払いに偽造小切手を使用したとして、損害賠償25万ドルと利息の支払いを求めて訴えを起こした。
2020年2月1日、デービスがマイアミで行われたバスケットボールのチャリティマッチの試合会場で観客席に座っていた自分の子供の母親である元交際相手に詰め寄ると、胸ぐらをつかんで強引に会場の外へ体をつかんだまま連れ出した。この模様がSNSで拡散され騒ぎになると、デービスは4日になって警察に出頭し、ドメスティックバイオレンス暴行容疑で逮捕・起訴された。
2021年3月22日、前年11月5日にひき逃げ事件を起こした容疑で起訴された。地元のボルチモアで深夜2時頃に運転するランボルギーニ・ウルスで赤信号を無視して他の車に激突し、その車に乗車していた妊娠中の女性を含む4人が病院に運ばれたという事故で、デービスは近くの壁に激突して走行不能となったウルスをそのまま放置して仲間の車で現場から逃走したとされており、事故現場に留まらなかった容疑、事故に巻き込まれた負傷者に適切な処置をしなかった容疑、警察に通報しなかった容疑、無免許で高速道路を運転した容疑、赤信号無視容疑など、最大で7年の懲役刑が下される可能性がある14件の容疑で起訴された。2022年9月、デービスの弁護士は実刑判決を避けるため裁判所に司法取引を求めるが、事故の被害者の女性が、事故現場でデービスと目が合い助けを求めたがデービスはそのまま怪我をしている被害者を無視して事故現場から逃走した上に、事故で膝に重症を負い理学療法を受けたが障害が残り子供と遊んだりまともに働けなくなったとして、デービスとの和解を拒否したため、裁判官に却下された。2023年2月16日、デービスは裁判を受ける権利を放棄し、人身事故現場からの逃走、物損事故の通知義務違反、無免許運転、赤信号無視の4件の有罪を認め、後日に判決が出されることになった。2023年5月5日、90日間の自宅軟禁、3年間の保護観察、200時間の社会奉仕活動の判決が下された。その際に裁判官は、「3つの言葉『I am sorry』、彼はそれが言えるほどの人物ではなかった、彼は全く反省の姿勢を示していない」と、デービスが被害者に対しての謝罪を拒否したことを戒めた。しかし6月2日、デービスはトレーナーのカルビン・フォードの自宅で90日間の自宅軟禁の刑に服することになっていたが、デービスはそれを無視して許可なく高級ホテルや購入した新居に勝手に移ったために、残りの刑期を刑務所で服役するよう命じられた。
2022年12月28日、フロリダ州パークランドで女性（デービスによるとデービスとの間に子供を儲けている女性）から、警察に「助けてください。車に赤ちゃんがいて、私は攻撃されています。彼は私を殺そうとしています」と、またメルセデス・ベンツの緊急センターからも車の緊急ボタンが押されたと通報があり、女性の上唇の内側に擦り傷が確認されたため、デービスは女性を殴った家庭内暴力の疑いで逮捕され、1日刑務所に収監された後に保釈金を設定され保釈された。しかし、女性は「彼は私にも娘にも危害を加えなかった。感情的になり法執行機関に不必要な通報をしてしまった」とSNSに投稿した。2023年5月22日、被害者が起訴を望まなかったことで、検察官により起訴が取り下げられた。
2023年2月、マンハッタンの駐車場の係員から2022年3月8日にデービスのキャデラック・エスカレードを出庫する際に、デービスに罵倒され、いきなり殴られたとして訴訟を起こされた。
2023年3月8日、ニューヨークのマンハッタンで行われたライアン・ガルシアとの試合記者会見を2時間近く遅刻し、長時間待たされたガルシアから「プロフェッショナルではない」と批判された。
2025年7月11日、一ヶ月前の同年6月15日にフロリダ州マイアミ・デイド郡で起きた元交際相手の女性に対する暴行とDVの容疑で逮捕された。この日デービスは父の日を祝うために被害者女性の自宅に2人の子供を迎えに行ったが次第に口論へと発展し、暴力沙汰になった。被害者の頭を後頭部で殴打し、顔を平手打ちしたとされ、被害者の唇の内側には軽度の切り傷が生じたとのこと。この事件の影響によりラモン・ローチ・ジュニアのダイレクトリマッチは事実上の消滅となった。しかし、同年8月12日にマイアミ・デイド郡の検事局から被害者の元交際相手がデービスの起訴を拒否したと認めたため不起訴処分となった。

## 戦績
- アマチュアボクシング：226戦 221勝 5敗
- プロボクシング：31戦 30勝 (28KO) 無敗 1分

| 戦           | 日付           | 勝敗 | 時間     | 内容    | 対戦相手                           | 国籍           | 備考                                                       |
| ------------ | -------------- | ---- | -------- | ------- | ---------------------------------- | -------------- | ---------------------------------------------------------- |
| 1            | 2013年2月22日  | ☆    | 1R 1:29  | KO      | ディシー・ウィリアムス             | アメリカ合衆国 | プロデビュー戦                                             |
| 2            | 2013年4月20日  | ☆    | 2R 2:04  | TKO     | ジャコブ・ニナウ                   | アメリカ合衆国 |                                                            |
| 3            | 2013年6月8日   | ☆    | 1R 1:36  | KO      | ジョナサン・ギアース               | アメリカ合衆国 |                                                            |
| 4            | 2013年7月20日  | ☆    | 2R 2:26  | TKO     | ラファエル・カシアス               | アメリカ合衆国 |                                                            |
| 5            | 2013年10月17日 | ☆    | 4R 1:55  | TKO     | エリック・ジャマール・グッドオール | アメリカ合衆国 |                                                            |
| 6            | 2013年12月14日 | ☆    | 2R 2:29  | TKO     | ジェームス・フランクス             | アメリカ合衆国 |                                                            |
| 7            | 2014年5月16日  | ☆    | 2R 終了  | TKO     | ジョシュア・アローチョ             | アメリカ合衆国 |                                                            |
| 8            | 2014年8月1日   | ☆    | 1R 1:16  | KO      | ヘクター・ロペス                   | アメリカ合衆国 |                                                            |
| 9            | 2014年10月8日  | ☆    | 6R       | 判定3-0 | ジャーマン・メラズ                 | メキシコ       |                                                            |
| 10           | 2015年2月20日  | ☆    | 1R 0:47  | KO      | イスラエル・スアレス               | プエルトリコ   |                                                            |
| 11           | 2015年5月22日  | ☆    | 1R 1:14  | TKO     | アルベルト・モーラ                 | メキシコ       |                                                            |
| 12           | 2015年9月12日  | ☆    | 1R 1:34  | TKO     | リッキー・ドーレイ                 | フィリピン     |                                                            |
| 13           | 2015年10月30日 | ☆    | 3R 1:31  | TKO     | クリストバル・クルス               | メキシコ       |                                                            |
| 14           | 2015年12月18日 | ☆    | 9R 2:05  | KO      | ルイス・サンチェス                 | メキシコ       |                                                            |
| 15           | 2016年4月1日   | ☆    | 6R 0:29  | TKO     | ギレルモ・アヴィラ                 | メキシコ       |                                                            |
| 16           | 2016年6月3日   | ☆    | 1R 0:41  | KO      | マリオ・アントニオ・マシアス       | メキシコ       |                                                            |
| 17           | 2017年1月14日  | ☆    | 7R 2:36  | TKO     | ホセ・ペドラザ                     | プエルトリコ   | IBF世界スーパーフェザー級タイトルマッチ                    |
| 18           | 2017年5月20日  | ☆    | 3R 2:11  | TKO     | リアム・ウォルシュ                 | イギリス       | IBF防衛1                                                   |
| 19           | 2017年8月26日  | ☆    | 8R 0:39  | KO      | フランシスコ・フォンセカ           | コスタリカ     | 体重超過により王座剥奪                                     |
| 20           | 2018年4月21日  | ☆    | 3R 2:45  | TKO     | ヘスス・クエジャル                 | アルゼンチン   | WBA世界スーパーフェザー級スーパー王座決定戦                |
| 21           | 2019年2月9日   | ☆    | 1R 2:59  | TKO     | ウーゴ・ルイス                     | メキシコ       | WBA防衛1                                                   |
| 22           | 2019年7月27日  | ☆    | 2R 1:33  | TKO     | リカルド・ヌニェス                 | パナマ         | WBA防衛2                                                   |
| 23           | 2019年12月28日 | ☆    | 12R 1:17 | KO      | ユリオルキス・ガンボア             | キューバ       | WBA世界ライト級王座決定戦                                  |
| 24           | 2020年10月31日 | ☆    | 6R 2:40  | KO      | レオ・サンタ・クルス               | メキシコ       | WBAスーパー・世界スーパーフェザー級タイトルマッチ WBA防衛1 |
| 25           | 2021年6月26日  | ☆    | 11R 2:13 | TKO     | マリオ・バリオス                   | アメリカ合衆国 | WBA世界スーパーライト級タイトルマッチ                      |
| 26           | 2021年12月5日  | ☆    | 12R      | 判定3-0 | イサック・クルス                   | メキシコ       | WBA防衛2                                                   |
| 27           | 2022年5月28日  | ☆    | 6R 2:39  | TKO     | ロランド・ロメロ                   | アメリカ合衆国 | WBA防衛3                                                   |
| 28           | 2023年1月7日   | ☆    | 9R 0:13  | TKO     | エクトール・ルイス・ガルシア       | ドミニカ共和国 | WBA防衛4                                                   |
| 29           | 2023年4月22日  | ☆    | 7R 1:44  | KO      | ライアン・ガルシア                 | アメリカ合衆国 |                                                            |
| 30           | 2024年6月15日  | ☆    | 8R 1:29  | KO      | フランク・マーティン               | アメリカ合衆国 | WBA防衛5                                                   |
| 31           | 2025年3月1日   | △    | 12R      | 判定1-0 | ラモン・ローチ・ジュニア           | アメリカ合衆国 | WBA防衛6                                                   |
| 31           | 2025年11月17日 | -    | -        | -       | ジェイク・ポール                   | アメリカ合衆国 | 試合前                                                     |
| テンプレート |                |      |          |         |                                    |                |                                                            |

## 獲得タイトル
- IBF世界スーパーフェザー級王座（防衛1=剥奪）
- WBA世界スーパーフェザー級スーパー王座（防衛2=返上）
- WBA世界ライト級レギュラー王座（防衛4=正規王座認定）
- WBA世界ライト級王座（防衛2）
- WBA世界スーパーフェザー級スーパー王座（防衛0=返上）
- WBA世界スーパーライト級レギュラー王座 (防衛0=返上)

## ペイ・パー・ビュー売上げ
| 開催年月日     | イベント                                                  | 販売件数           | テレビ局    | 備考   |
| -------------- | --------------------------------------------------------- | ------------------ | ----------- | ------ |
| 2025年3月1日   | ジャーボンテイ・デービス vs. ラモン・ローチ・ジュニア 1   | 26万件             | Prime Video | 80ドル |
| 2024年6月15日  | ジャーボンテイ・デービス vs. フランク・マーティン         | 32万件 - 35万件    | Prime Video | 75ドル |
| 2023年4月22日  | ジャーボンテイ・デービス vs. ライアン・ガルシア           | 120万件            | SHOWTIME    | 85ドル |
| 2023年1月7日   | ジャーボンテイ・デービス vs. エクトール・ルイス・ガルシア | 20万件 - 22万件    | SHOWTIME    | 75ドル |
| 2022年5月28日  | ジャーボンテイ・デービス vs. ロランド・ロメロ             | 27万5千件          | SHOWTIME    | 75ドル |
| 2021年12月5日  | ジャーボンテイ・デービス vs. イサック・クルス             | 20万件             | SHOWTIME    | 75ドル |
| 2021年6月26日  | ジャーボンテイ・デービス vs. マリオ・バリオス             | 21万件             | SHOWTIME    | 75ドル |
| 2020年10月31日 | ジャーボンテイ・デービス vs. レオ・サンタ・クルス         | 20万件 - 22万5千件 | SHOWTIME    | 75ドル |

### 映像資料
1. ↑  How Gervonta “Tank” Davis got his nickname 🥊👀 #shorts. Bat Boys - YouTube. 8 January 2023.